# 道の駅富士川
道の駅富士川（みちのえき ふじかわ）は、山梨県南巨摩郡富士川町にある国道52号の道の駅である。

## 概要
山梨県内では18か所目の道の駅であり、「富士川」の名のつく道の駅としては富士川楽座・みのぶ富士川観光センター（旧・富士川ふるさと工芸館）に続き3か所目である。
2017年（平成29年）3月19日に、中部横断自動車道が増穂ICから六郷ICに延伸したことに伴い、下り線側（中央道方面）増穂PAのハイウェイオアシスの機能を担い始めた。下り線側増穂PAは当駅と隣接しているが、駐車場と非常電話しかなく、徒歩でゲートを通過して当駅の店舗やトイレを利用する形となる。
また「増穂地区MIZBEステーション（旧・河川防災ステーション）」が隣接しており、災害時は避難所としても利用される。

## 歴史
- 2014年
  - 4月4日 - 国土交通省より第41回登録において、「道の駅富士川」として登録。
  - 7月8日 - 開駅。

## 施設
- 駐車場
  - 普通車：60台
  - 大型車：16台
  - 身障者用：2台
  - 充電スタンドあり
- トイレ
  - 男：10器
  - 女：9器
  - 身障者用：2器
- インフォメーションカウンター・情報コーナー
- ハイウェイ情報ターミナル（NEXCO中日本）
- レストラン（富士川キッチン 9:00 - 18:00・季節により変動あり）
- 農産物・物品販売コーナー（9:00 - 18:00・季節により変動あり）
- 展望台（藤村式建築風の建物の屋上）
- 多目的広場
- 富士川龍門（篠原勝之の手によるモニュメント）

## 周辺
- E52 中部横断自動車道 5 増穂IC
- 富士川
- 富士川親水公園